# Ugo Biggeri
Ugo Biggeri (Firenze, 11 febbraio 1966) è un economista e attivista italiano, specializzato nella finanza etica e sostenibile. È tra i fondatori di Banca Popolare Etica, di cui è stato anche presidente. È membro del board, e coordinatore per l'Europa, della Global Alliance for Banking on Values.

## Biografia
Nato a Firenze nel 1966, durante il liceo, ha iniziato il suo impegno nel volontariato, soprattutto con l'associazione Mani Tese. Dopo essersi laureato in Fisica nel 1993 presso l'Università degli Studi di Firenze, ha conseguito nel 1997 un Dottorato di ricerca presso l'Università degli Studi di Napoli Federico II in "Controlli non Distruttivi", focalizzandosi sul danneggiamento potenziale dei rilevatori di particelle al silicio per il Large Hadron Collider del CERN. Nel 1999, ha conseguito la specializzazione in Fisica sanitaria all'Università di Firenze con una tesi su “Esposizione della popolazione Toscana a campi elettromagnetici di bassa frequenza” realizzata presso la Agenzia regionale per la protezione ambientale della Toscana (ARPA Toscana)
Negli anni successivi, ha continuato a coltivare il suo interesse per la sostenibilità e l'etica, specializzandosi in Gestione Ambientale e Sviluppo Sostenibile presso l'Università degli Studi di Trento. Durante questo periodo, ha anche contribuito attivamente a varie campagne sociali, tra cui la lotta contro il lavoro minorile e il movimento contro la globalizzazione neoliberista.

## Impegno sociale e attività politica
Ventenne, nel 1986 entra negli organi nazionali di Mani Tese, nel "comitato di approvazione dei progetti" e segue la campagna “contro i mercanti di morte” che porta all’approvazione della Legge 9 luglio 1990, n. 185; nel 1991 entra nel Consiglio Direttivo e nel 1997 è presidente di Mani Tese fino al 2000. Quale rappresentante di Mani Tese è stato tra i fondatori di Banca Popolare Etica e della Rete Lilliput.
Dal 1999 al 2005 è membro della delegazione governativa del Ministero degli affari esteri e della cooperazione internazionale presso la conferenza ministeriale dell'Organizzazione mondiale del commercio.
Nel 2014 partecipa ai lavori della Social Impact Investment Task Force istituita in ambito G8 con il patrocinio della Presidenza del Consiglio dei ministri.
Nel maggio del 2024, in occasione delle elezioni europee, viene candidato nel listino di Giuseppe Conte nelle file del Movimento 5 Stelle per la circoscrizione nord-orientale. Ottiene circa 10.600 voti di preferenza, ma risulterà non eletto.

## Finanza Etica
L'impegno sociale di Biggeri continua nel 1994 quando inizia il percorso della Cooperativa verso la Banca Etica di cui sarà uno dei fondatori, e nel 1996 viene eletto presidente della Associazione Finanza Etica.
Diventa professione a tempo pieno quando nel 1998 viene eletto nel primo Consiglio di amministrazione della neocostituita Banca Popolare Etica della quale è uno dei fondatori.
Nel 2003, diviene presidente della Fondazione Finanza Etica promossa dalla banca, il cui nome inizialmente era Fondazione Culturale per la Responsabilità Etica. Dal 2011 al 2014 è nel Consiglio della Federazione Europea delle banche etiche ed alternative.
Nel 2010 succede a Fabio Salviato quale presidente di Banca Etica e lo resterà fino al 2019 quando non si ricandida e viene eletta  Anna Fasano che diviene la prima presidente donna della Banca.
Dal 2011 al 2023 Biggeri è presidente di Etica Sgr, società di gestione del risparmio che gestisce fondi etici, quando gli succede Marco Carlizzi. 

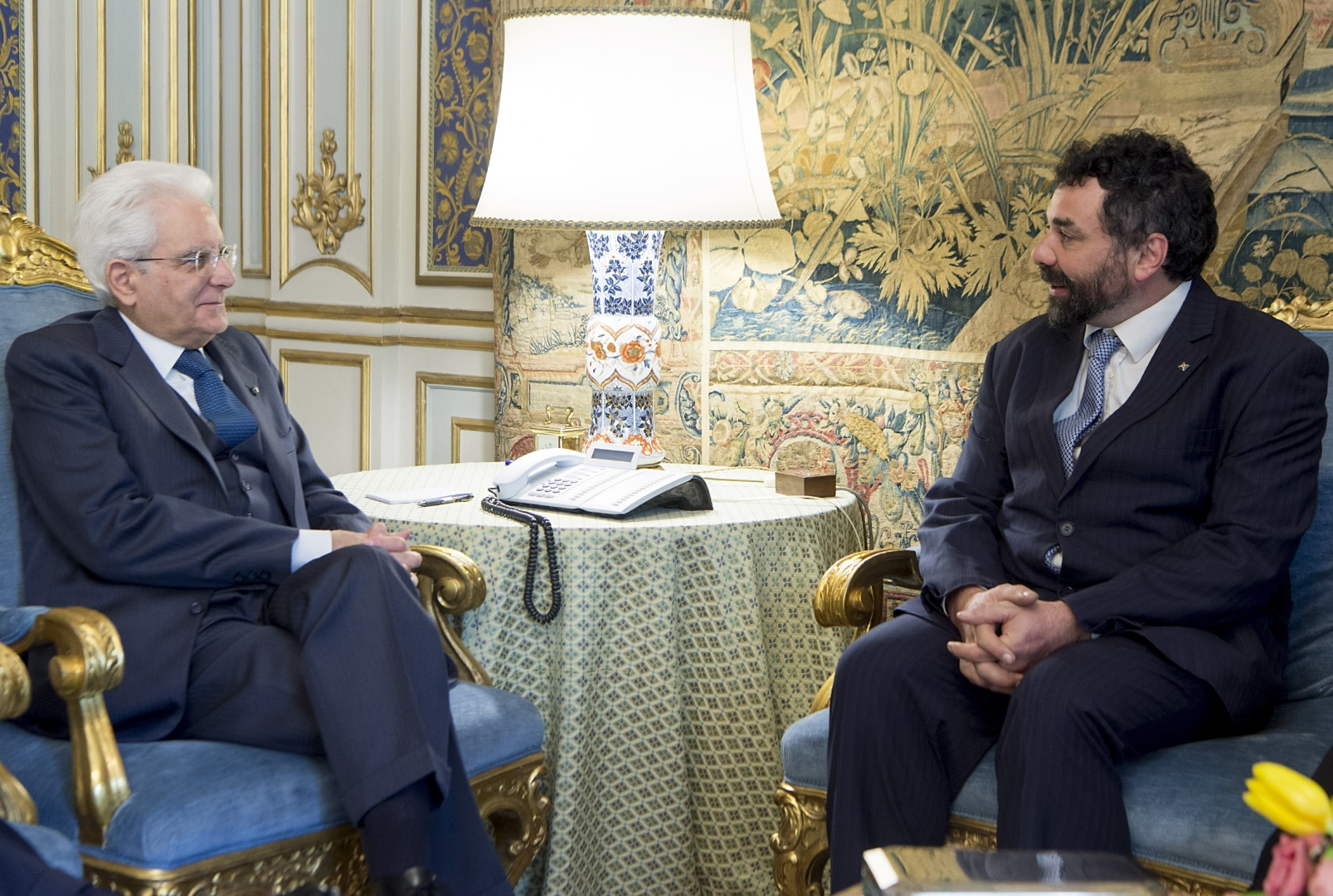
Il Presidente della Repubblica Sergio Mattarella, riceve Ugo Biggeri al Quirinale

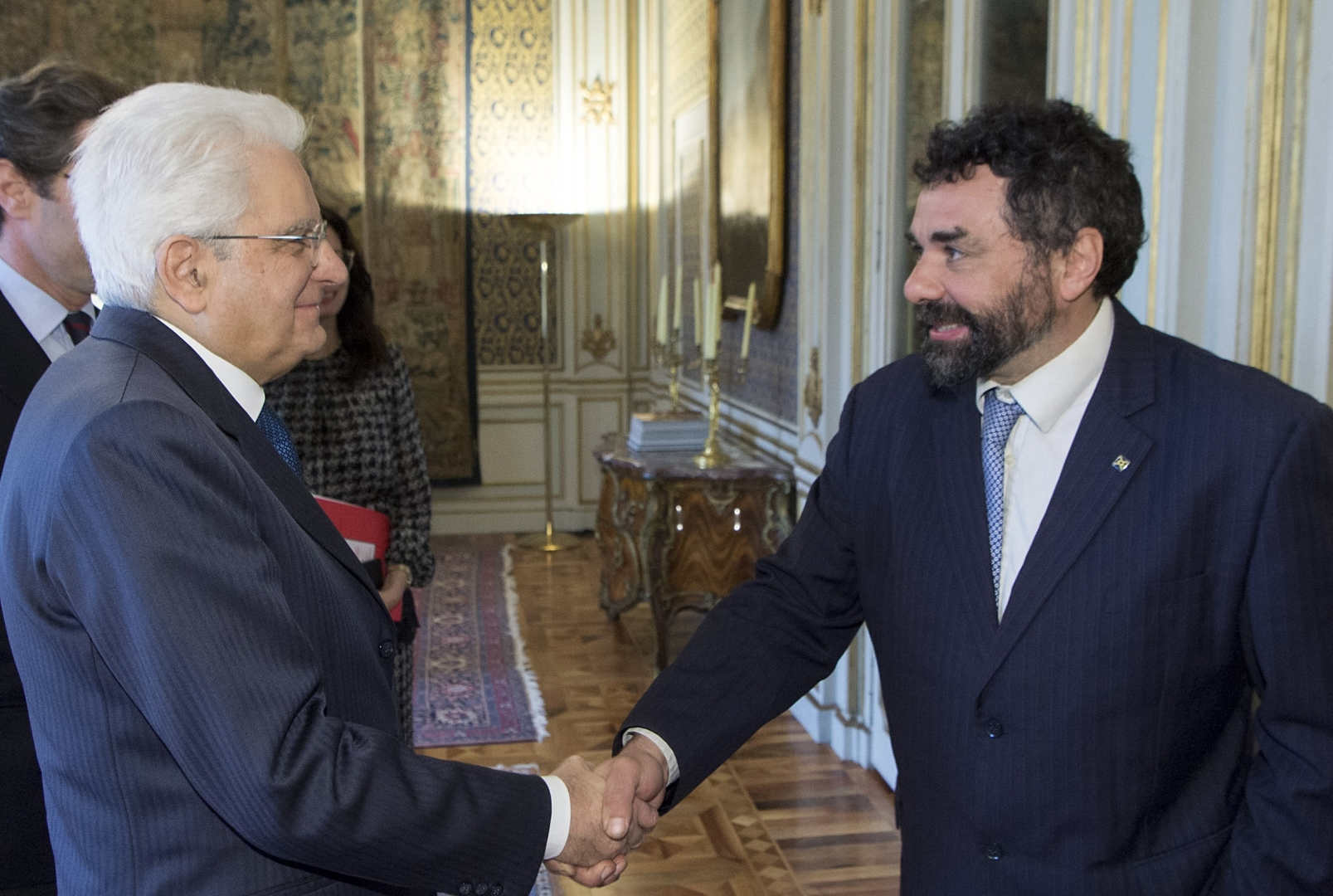
Il Presidente della Repubblica Sergio Mattarella riceve una delegazione di Banca Etica guidata dal presidente Ugo Biggeri

Il 2 febbraio 2017 è ricevuto con una delegazione di Banca Etica, al Palazzo del Quirinale dal Presidente della Repubblica Italiana, Sergio Mattarella. 

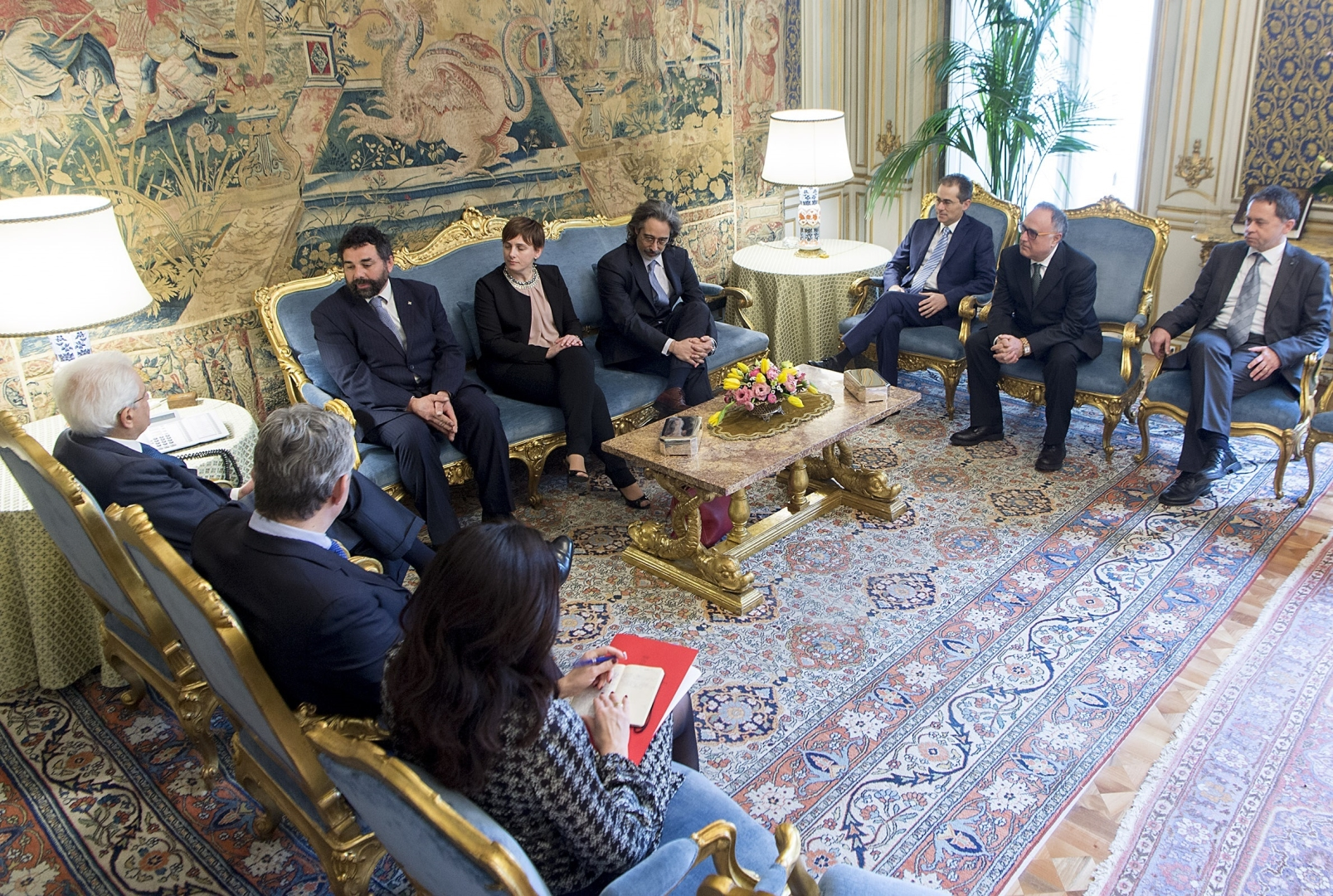
Il Presidente Mattarella incontra al Quirinale una delegazione di Banca Etica

L'impegno verso la finanza etica prosegue anche a livello internazionale: nel 2017 Biggeri diviene membro del board della Global Alliance for banking on values, del quale è tuttora il coordinatore per l'Europa.
Parallelamente alla sua attività nel settore finanziario, Biggeri ha mantenuto un forte legame con il mondo accademico. È stato professore a contratto presso l'Università degli Studi di Firenze, l'Università di Betlemme in Palestina, l'Università Luiss Guido Carli e l'Università degli Studi di Roma "La Sapienza" di Roma oltre che in altre scuole, dove insegna Finanza etica e Microcredito. Ha anche contribuito a numerosi libri e articoli accademici sull'argomento. Dal 2024 tiene un corso alla sede di Firenze della Stanford University.
È intervenuto all'Annual Meeting of the Global Alliance for Banking on Values (GABV), tenutosi per la prima volta in Italia, a Padova e Milano , dove è stata proclamata la Dichiarazione di Milano: Milan Declaration: A Statement for Peace.

## Sostenibilità
Sul tema della Sostenibilità, Biggeri è stato l'ideatore di Terra Futura, a Firenze, la quale, nata a seguito del Social Forum Europeo del 2002, dal 2004 al 2013 è stata la più importante fiera sulla sostenibilità ambientale e sociale in Italia.

## Opere

### Pubblicazioni
- Ugo Biggeri, A. Bondi, Luigino Bruni, Rosy Bindi, Francesco Gesualdi, «Don Milani alle radici dell’economia alternativa», a cura di U. Biggeri e S. Siliani, Milano, 2024, Giangiacomo Feltrinelli Editore.
- Ugo Biggeri, Finanzas éticas para mejorar el mundo, Barcelona: Alternativas economicas, 2024
- Ugo Biggeri, G. Ferri, F. Ielasi, P. M. Sasia, Ethical Finance and Prosperity, Beyond Environmental, Social and Governance Investing, Abingdon, Routledge, 2024
- Ugo Biggeri, G. Ferri, F. Ielasi, Finanza Etica, Bologna, il Mulino, 2021 (presentazione Stefano Zamagni)
- Ugo Biggeri, D. Bargu, I soldi danno la felicità, Milano, 2020, Chiarelettere
- V. Imperatore, Ugo Biggeri, Il sacco Bancario, Milano, 2017, Chiarelettere (prefazione Marco Travaglio)
- A. Baranes, Ugo Biggeri, A. Tracanzan, C. Vago,Non con i miei soldi! Sussidiario di educazione critica alla finanza’’, Milano, 2016, Altreconomia. Seconda edizione 2019 con D.Villano
- Ugo Biggeri, L.Grion, G.Osti, La Fertilità del denaro’’, Trieste, 2015, Edizioni Meudon
- Alberto Zoratti, Monica Di Sisto, Marco Bersani, Nelle Mani dei Mercati. Perché il TTIP va fermato, postfazione di Ugo Biggeri, Verona, 2015, EMI
- Ugo Biggeri, El Valor Del dinero’’, Bilbao, 2014, Salterrae
- Ugo Biggeri, Il Valore dei Soldi Cinisello Balsamo, 2014 Edizioni San Paolo, (prefazione di Stefano Zamagni)
- Ugo Biggeri, G.Tagliavini, a cura di, Manuale di finanza popolare’’, Venezia, 2013, EIF e-book
- Ugo Biggeri, V. Pecchioni, A. Rasch, Quotidiano Responsabile’’, Verona, 2004, Editrice Missionaria Italiana

### Articoli e contributi in libri
- (EN) Ugo Biggeri, Upholding Global Peace, Global Alliance for Banking on Values, 18 marzo 2024. URL consultato il 30 aprile 2024.
- (EN) Ugo Biggeri, Banca Popolare Etica (Italy): Social Impact, Global Alliance for banking on values. URL consultato il 30 aprile 2024.
- Ugo Biggeri, «Harmonic Finance», in: Harmonic Innovation. Super Smart Society 5.0 and Technological Humanism, a cura di Francesco Cicione, Luigino Filice, Domenico Marino, Berlino, Springer (azienda), 2022.
- Ugo Biggeri e Giuseppe Di Francesco, «Innovazione e Finanza Etica», in: Quattordici Lezioni sull’Innovazione e il suo “intorno”, a cura di Francesco Cicione, Soveria Mannelli, Rubbettino Editore, 2022.
- Ugo Biggeri, «Rigenerare la fiducia: la sfida etica della finanza», in: Rivista Anthropologica: Ecologia integrale? Etica, economia e politica in dialogo, a cura di Fabio Mazzocchio, Giuseppe Notarstefano, Trieste, Edizioni Meudon, 2019.
- Ugo Biggeri, «La funzione sociale del risparmio nell’era della finanza globale», in Collana: Studi di diritto e regolazione dell’economia" "Fatti economici e diritto, a cura di a cura di F.M. D’Ettore A. Bucelli F. Zatti, Torino, G. Giappichelli Editore, 2017.
- Ugo Biggeri, «Dare valore ai soldi sviluppando le relazioni», in: Le città del BEN-VIVERE. Il Manifesto programmatico dell’Economia Civile per le amministrazioni locali, a cura di Leonardo Becchetti, Roma, Ecra - Edizioni del Credito Cooperativo, 2017.
- E.Aragón, M.Beenes, G.Beretta, Ugo Biggeri, C.Meulewaeter, S.Snyder, «Guía para no colaborar con la financiación de las armas», a cura di a cura di J.Calvo Rufanges, Barcellona, Icaria Editorial, 2019.
- Ugo Biggeri, «Il Tempo e il denaro... ed altre domande di senso che in finanza non ci facciamo più», in: Economia e spiritualità, numero monografico rivista Nuove economia e storia, a cura di Francesco Poggi, Guidalberto Bormolini, Pisa, IPEM Edizioni, 2018.
- Ugo Biggeri, «Banca Popolare Etica», Fiamma Degl'Innocenti e U. Biggeri «Web e microcredito» in: Dizionario microfinanza - Le voci del microcredito, a cura di G.Tagliavini, G. Pizzo, Roma, Carocci Editore, 2013.
- Ugo Biggeri, Antonio Tricarico, «La fine dell’era Wto? Conseguenze dell’accordo di Hong Kong e futuri scenari internazionali» in: Rivista di Democrazia e Diritto, numero 1, 2006, pagg 97-108 Milano, FrancoAngeli.
- Ugo Biggeri, Antonio Tricarico, «Una politica italiana ed europea in seno alle grandi istituzioni economiche internazionali» in: Rivista di Democrazia e Diritto, numero 1, 2005, pagg 94-106 Milano, FrancoAngeli.